# Голубица (Петриковский район)
Голубица (бел. Галубіца ) — деревня, центр Голубицкого сельсовета Петриковского района Гомельской области Беларуси.

## География

### Расположение
В 20 км на запад от Петрикова, 15 км от железнодорожной станции Копцевичи (на линии Лунинец — Калинковичи), 198 км от Гомеля.

### Гидрография
На реке Припять (приток реки Днепр)/

## Транспортная сеть
На автодороге Житковичи — Петриков. Планировка состоит из дугообразной широтной улицы, которая на западе раздваивается. Застройка двусторонняя, деревянная, усадебного типа.

## История
По письменным источникам известна с XVIII века как деревня во владении иезуитов, казны, в 1777 году продана виленскому епископу И. Масальскому. После 2-го раздела Речи Посполитой (1793 год) в составе Российской империи. По ревизским материалам 1816 года во владении Киневичей. Действовала пристань на реке Припять. В записях офицеров Генерального штаба Российской армии, которые знакомились с этими местами в середине XIX века, деревня характеризовалась как неприглядное селение. Согласно переписи 1897 года действовала часовня. В 1908 году в Лясковичской волости Мозырского уезда Минской губернии. В 1913 году открыта земская школа, которая размещалась в наёмном крестьянском доме.
В 1930 году организован колхоз «Коммунар», работала паровая мельница. Во время Великой Отечественной войны на фронтах и в партизанской борьбе погибли 91 жителей, память о них около здания исполкома сельсовета в 1975 году установлены обелиск и 2 мраморные плиты с именами павших. Согласно переписи 1959 года центр совхоза «Голубицкий». Действуют средняя школа, клуб, библиотека, детский сад, фельдшерско-акушерский пункт, 2 магазина (Алеся, Родны кут), отделение связи. В 2016 году был открыт новый магазин в здании бывшей столовой.
В состав Голубицкого сельсовета до 1972 года входил посёлок Слянзаки (не существует).

## Население

### Численность
- 2004 год — 239 хозяйств, 589 жителей.

### Динамика
- 1795 год — 47 дворов.
- 1816 год — 191 житель.
- 1834 год — 219 жителей.
- 1897 год — 102 двора, 610 жителей (согласно переписи).
- 1908 год — 119 дворов, 668 жителей.
- 1917 год — 786 жителей.
- 1925 год — 127 дворов.
- 1959 год — 664 жителя (согласно переписи).
- 2004 год — 239 хозяйств, 589 жителей.